# Fuerte Felipe
El fuerte Felipe o fuerte Filippo (en italiano forte Filippo) es una gran fortificación costera italiana situada en el municipio de Monte Argentario. Se asienta sobre un promontorio que domina Porto Ercole y toda la bahía del antiguo puerto, al noreste. En el pasado, fue uno de los bastiones del sistema defensivo del promontorio del Argentario.

## Historia
La fortificación actual fue construida por el arquitecto Giovanni Camerini poco después de mediados del siglo XVI para implantar y mejorar el sistema defensivo del Estado de los Presidios, ocupando el emplazamiento de una estructura anterior. El mismo arquitecto había participado también en la construcción de otras estructuras defensivas de la zona, entre ellas el fuerte Estrella.
El lugar elegido por los españoles para la construcción del complejo defensivo era ya el emplazamiento del Fuerte de San Elmo, obra defensiva construida por los sieneses durante el siglo XV para reforzar el sistema defensivo a lo largo del tramo costero meridional del territorio entonces administrado por la República de Siena. Con el paso de toda la zona al Estado de los Presidios, la fortificación sienesa preexistente se consideró inadecuada para su integración en el nuevo sistema defensivo y se decidió demolerla, construyendo en 1558 la estructura presente. Se llamó Felipe a esta fortaleza en honor del rey Felipe II de España, quien encargó directamente a Camerini la realización de las obras.
La fortificación de estilo moderno así construida comenzó a desempeñar sus funciones de avistamiento y, en caso necesario, de defensa y ataque, con la posibilidad de integrarse activamente con la muy cercana torre del Mulinaccio; dada su posición en la cima de una loma inaccesible, el complejo se consideró prácticamente inexpugnable y, en caso de ataques enemigos, se convertiría en la sede del estado mayor.
A finales del siglo XVIII y principios del XIX, se llevaron a cabo diversas reformas, por parte de los franceses, durante el periodo napoleónico, y por parte de la casa de Lorena tras el paso de todo el territorio al Gran Ducado de Toscana. Fue entonces cuando se decidió construir la capilla de San Nicolás en el sitio de la capilla anterior de finales del siglo XVI.
Tras la Unificación de Italia, el complejo fue abandonando gradualmente sus funciones militares originales, para convertirse en prisión a finales del siglo XIX. Durante la Segunda Guerra Mundial, se convirtió en lugar de refugio para la población durante los numerosos bombardeos que asolaron la zona.
En la segunda mitad del siglo XX, el complejo fue vendido a propietarios particulares, posteriormente restaurado y devuelto a su antiguo esplendor; los edificios del interior de la fortaleza, que antes se utilizaban con fines militares, se convirtieron en edificios residenciales. Antes de que se llevaran a cabo las últimas renovaciones, el complejo también perteneció a los príncipes Corsini de Florencia.

## Descripción
El Fuerte Filippo se presenta como un imponente complejo fortificado de planta cuadrangular, con una pequeña fortaleza que delimita toda la estructura defensiva formada por un doble muro cortina con una base de escarpa maciza acordonada, que a su vez encierra un foso ancho y profundo que divide el fuerte exterior del interior. La doble cortina delimita un doble bastión triangular en cada esquina, exterior e interior, así como un quinto bastión individual más pequeño de planta pentagonal que sobresale de la cortina exterior a lo largo del lado norte del complejo. En algunas secciones se ha conservado el camino de ronda a lo largo de los parapetos de la muralla de la fortaleza. El rasgo arquitectónico que caracteriza al fuerte en su conjunto es la asimetría de los bastiones de las esquinas, que a lo largo de los muros cortina exteriores conservan los nichos donde se colocaban las armas de ataque y defensa activa. Del bastión septentrional se desprende un muro cortina que protege el camino de conexión entre la fortificación y la cercana torre Mulinaccio, mientras que al este había conexiones de superficie con el fuerte Santa Caterina.

### Acceso

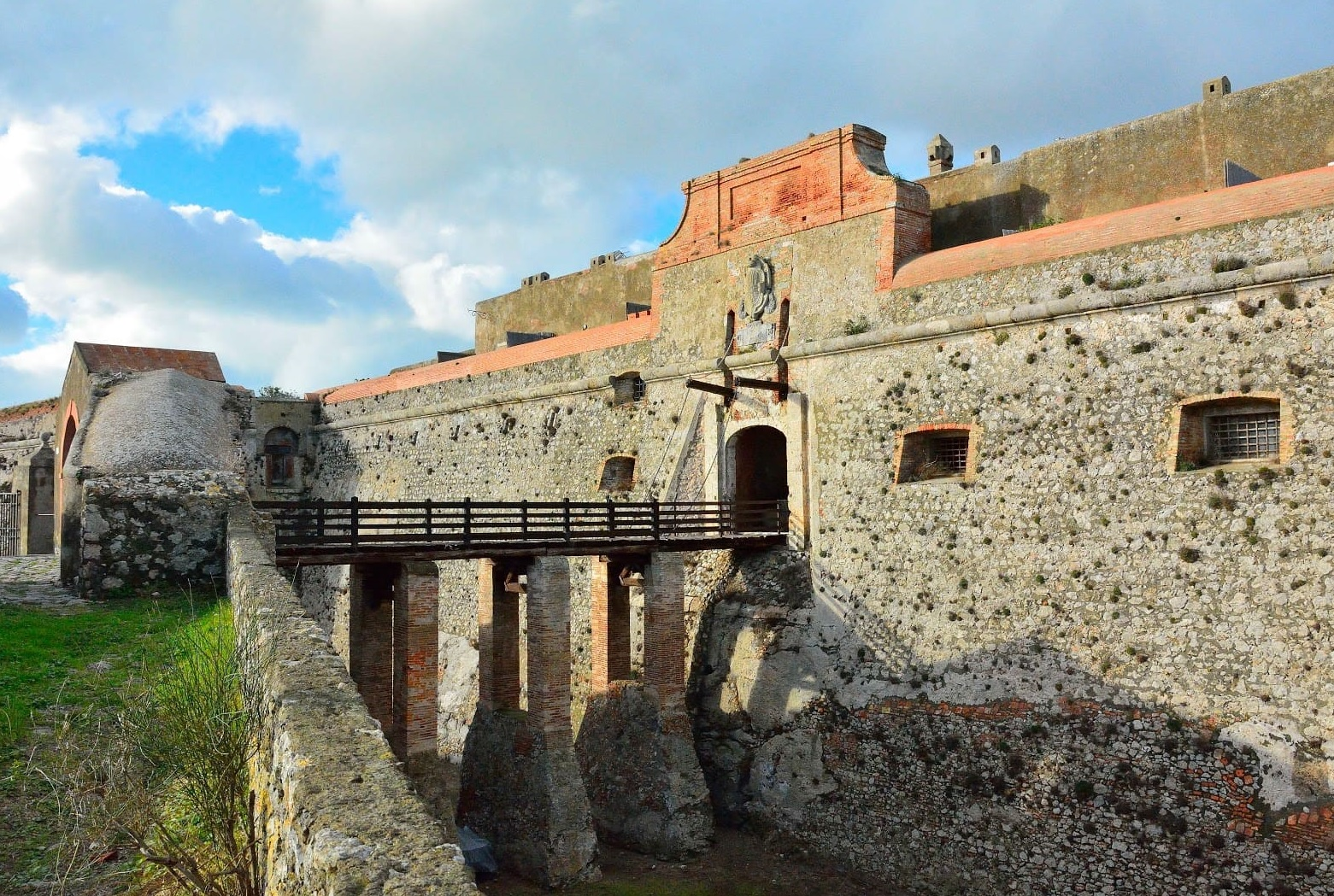
Acceso al fuerte por encima del foso

El acceso a la fortificación se realiza por el lado oriental del complejo, donde se abre una puerta de entrada de arco de medio punto en el revellín que conduce al característico puente levadizo que lleva a la segunda puerta que se abre a lo largo del muro cortina interior revestido de piedra: esta última puerta tiene un arco rebajado revestido de travertino, sobre el que hay un gran escudo de España.
Desde el gran patio interior se accede a los edificios que en su día se utilizaron para funciones militares. Albergaban un polvorín, un puesto de primeros auxilios, cuarteles de centinelas y almacenes; entre ellos, aún destaca el edificio de una sola estancia de la capilla de San Nicolás, del siglo XVIII. Varios edificios se utilizan como viviendas tras las reformas llevadas a cabo en la segunda mitad del siglo XX.